# Захорени (Ботошани)
Захорени (рум. Zahoreni) насеље је у Румунији у округу Ботошани у општини Манољаса. Oпштина се налази на надморској висини од 206 m.

## Становништво
Према подацима из 2002. године у насељу је живело 610 становника, од којих су сви румунске националности.